# Festival de Cine de Roma
El Festival Internacional de Cine de Roma, o Rome Film Fest, es un festival de cine que, a partir de 2006, se celebra anualmente en Roma, Italia, durante el otoño europeo.

## El Festival
Los principales premios del concurso son el Marco Aurelio de Oro a la mejor película, seguido de los galardones a la mejor dirección, mejores interpretaciones masculinas y femeninas y otros. También hay un premio especial del jurado.
También existe  una competición dedicada a las nuevas corrientes del séptimo arte, denominada CinemaXXI, otra especialmente para el nuevo cine italiano, Prospettive Italia, así como una en la que pueden participar operas primas o segundas. Por último, existe asimismo un premio del público.
La sección no competitiva Extra se concentra en trabajos alternativos que no entran en las categorías tradicionales, desde los documentales a la animación pasando por los cortometrajes. Además, incluye una serie de homenajes a los grandes maestros del pasado.
Alice in the City es una sección dedicada al cine infantil, con dos categorías competitivas, una para mayores de 12 años y otra para menores de dicha edad. Además, en su marco se realizan una serie de eventos especiales, eventos y conferencias.
Al margen del festival, durante esos días se desarrolla un mercado de cine llamado Business Street en la Vía Veneto, conocida como corazón de la dolce vita de los años 60. Se celebra también el denominado New Cinema Network, cuyo objetivo es apoyar al cine independiente.

## Estatuilla
La estatuilla del premio está inspirada a la estatua ecuestre del Emperador Romano Marco Aurelio, situado en la plaza del Capitolio de Roma, posiblemente uno de los más reconocibles símbolos de la Ciudad Eterna. Diseñado por los joyeros romanos Bulgari, se otorga a la Mejor Película, el Mejor Actor y la Mejor Actriz.

## Organización
El Festival de Cine de Roma, que nació gracias a voluntad y patronización del exalcade y gran cinéfilo Walter Veltroni), está organizado por la Fundación Cinema per Roma.
En 2008 el crítico Gian Lui Rondi fue nombrado presidente del Festival.  Veltroni encabezaba el Comité de la Fundación Cinema per Roma, y Goffredo Bettini, el consejo directivo.
Marco Müller, que era el responsable de la Mostra de Venecia, fue nombrado nuevo director artístico del Festival en marzo de 2012.

## Jurado
El Jurado del Festival de Cine de Roma está compuesto por un presidente, generalmente un reconocido director (en el 2006, era Ettore Scola) y 50 miembros que, al contrario que en la mayoría de festivales, no son profesionales de la industria cinematográfica. De hecho, se trata de un jurado popular de aficionados de Italia y Europa.

### Jurado internacional
- 2006 (1.ª edición)
  - Ettore Scola (presidente del jurado): director de cine italiano.
- 2007 (2.ª edición)
  - Danis Tanovic (presidente del jurado): director de cine bosnio.
- 2008 (3.ª edición)
  - Jurado popular con la participación de Edward Bruno, Michel Ciment, Tahar Ben Jelloun, Emanuel Levy y Roman Gutek
- 2009 (4.ª edición)
  - Miloš Forman (presidente del jurado): director de cine estadounidense de origen checo. Con la colaboración de Gae Aulenti, Senta Berger, Jean-Loup Dabadie, Assia Djebar, Pavel Lounguine y Gabriele Muccino.
- 2010 (5.ª edición)
  - Sergio Castellitto (presidente del jurado): director de cine italiano, con la colaboración de Natalia Aspesi, Pietro Bianchi, Ulu Grosbard, Patrick McGrath, Edgar Reitz y Olga Sviblova.
- 2011 (6.ª edición)
  - Ennio Morricone (presidente del jurado): compositor italiano, con la colaboración de Roberto Bolle, Susanne Bier, Carmen Chaplin, David Puttnam y Debra Winger.
- 2012 (7.ª edición)
  - Jeff Nichols (presidente del jurado): director de cine estadounidense, con la colaboración de Timur Bekmambetov, Valentina Cervi, Chris Fujiwara, Leila Hatami, P.J. Hogan, Edgardo Cozarinsky.
- 2013 (8.ª edición)
  - James Gray (presidente del jurado): director de cine estadounidense, con la colaboración de Verónica Chen, Luca Guadagnino, Aleksei Guskov, Noémie Lvovsky, Amir Naderi y Zhang Yuan.

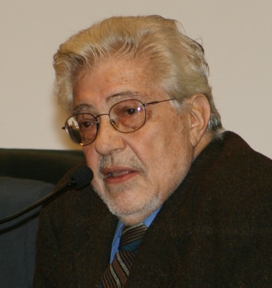
Ettore Scola, presidente del jurado en 2006
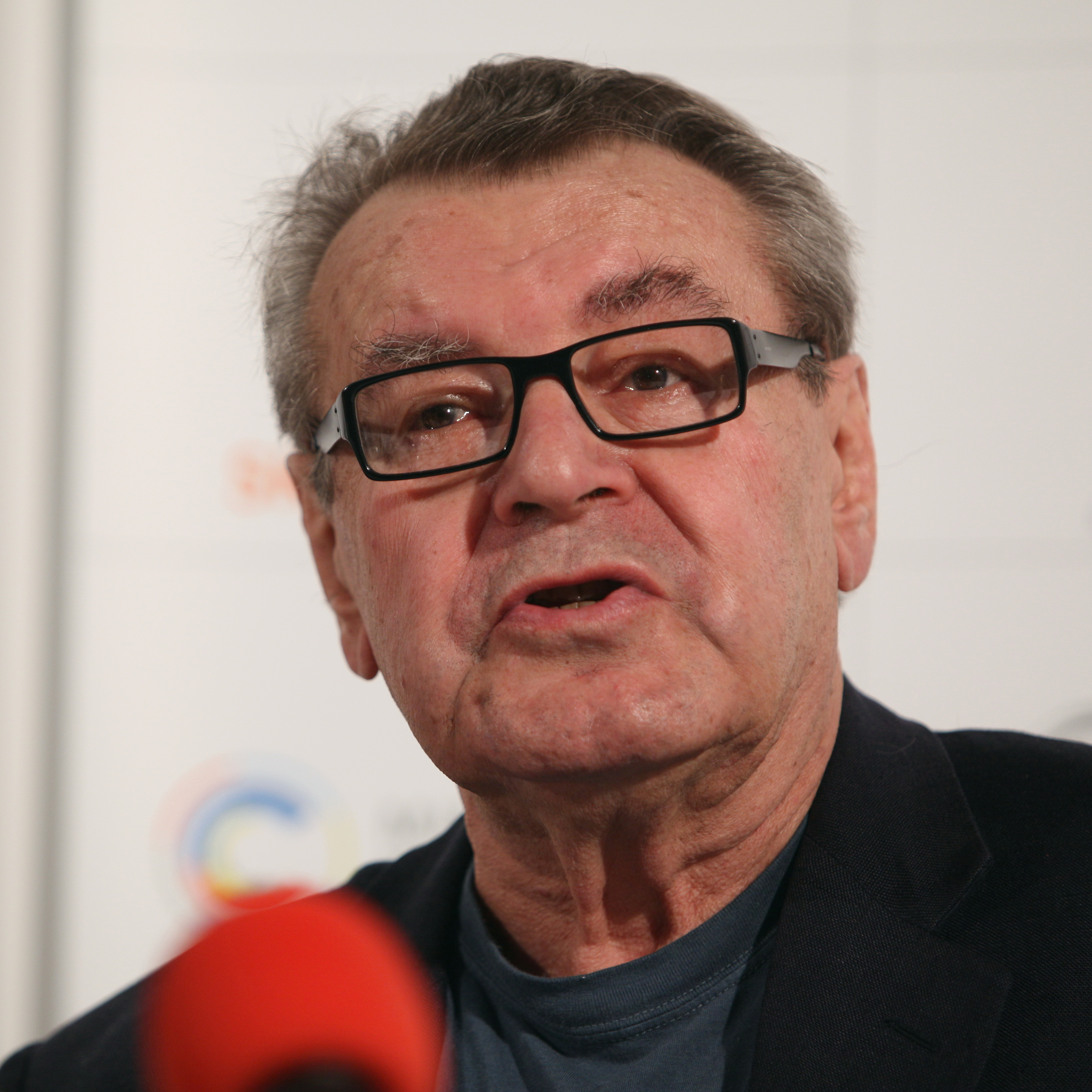
Miloš Forman, presidente del jurado en 2009
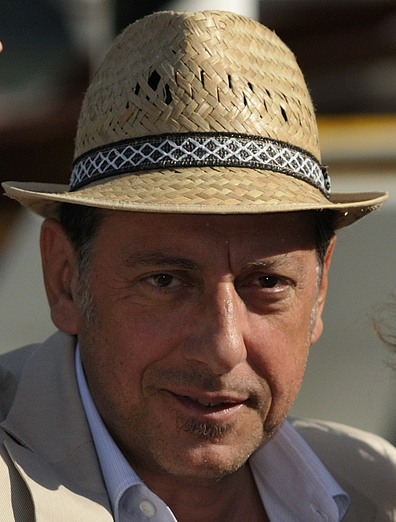
Sergio Castellitto, presidente del jurado en 2010
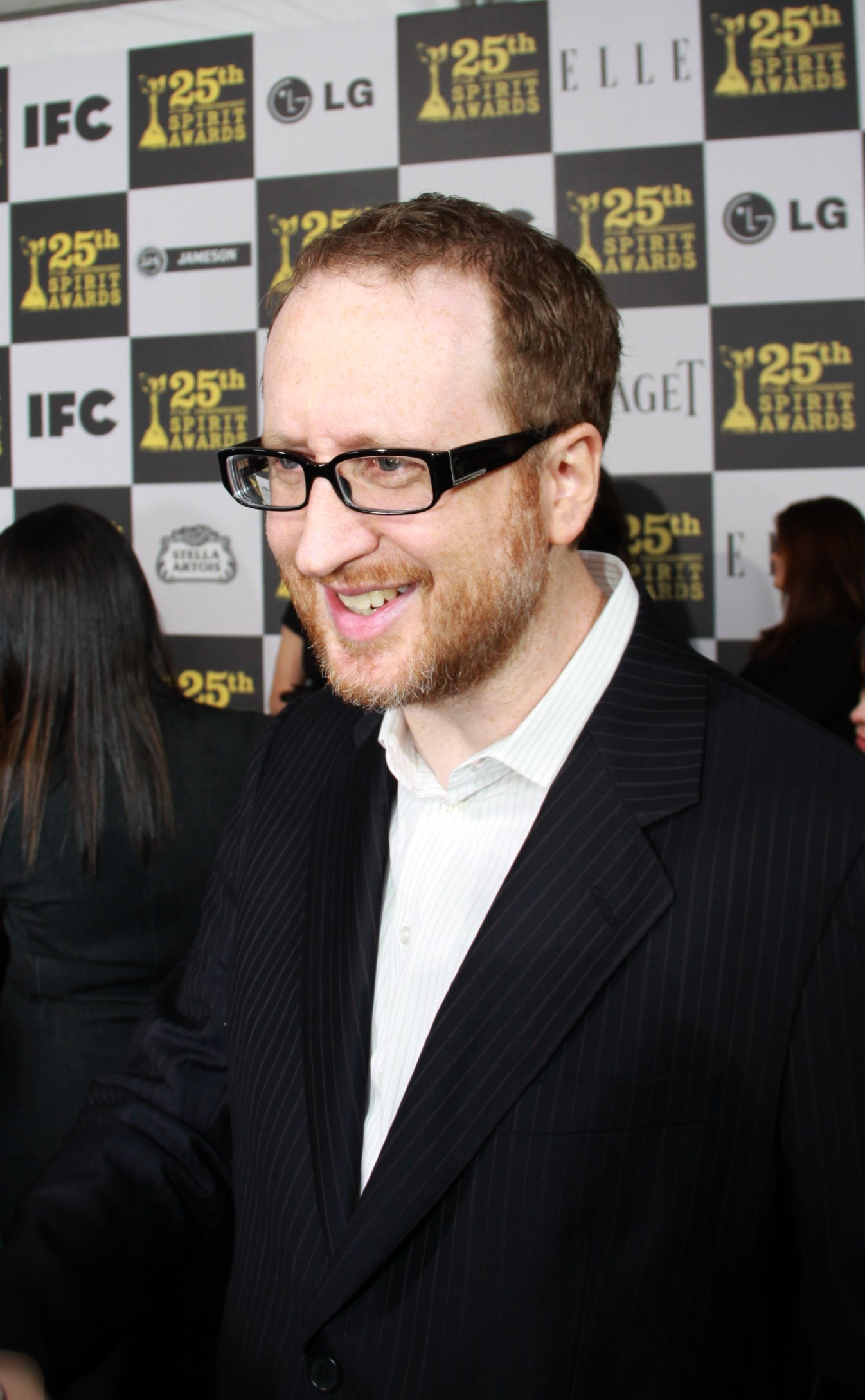
James Gray, presidente del jurado en 2013
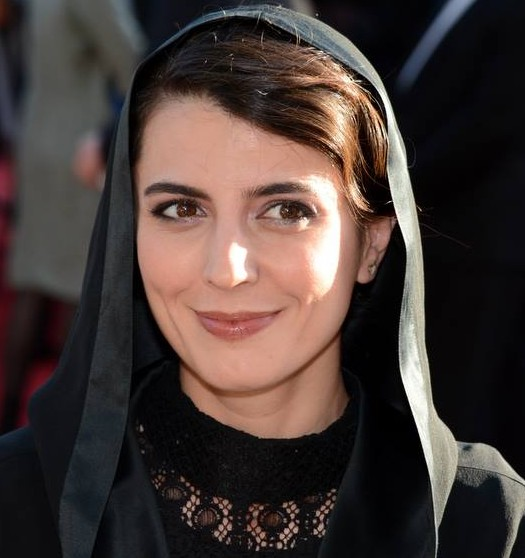
Leila Hatami miembro del jurado en 2012
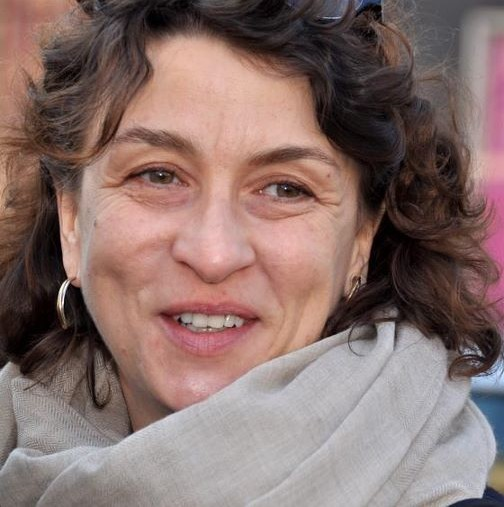
Noémie Lvovsky miembro del jurado en 2013

### Jurado de laCaméra d'or
- 2014 (9.ª edición)
  - Jurado popular con la participación de Jonathan Nossiter, Francesca Calvelli, Cristiana Capotondi, Valerio Mastandrea y Sydney Sibilia. El público decidió los premios de la sección Cinema d'Oggi y Gala.[4] Además, se entregó la Caméra d'or por votación popular.

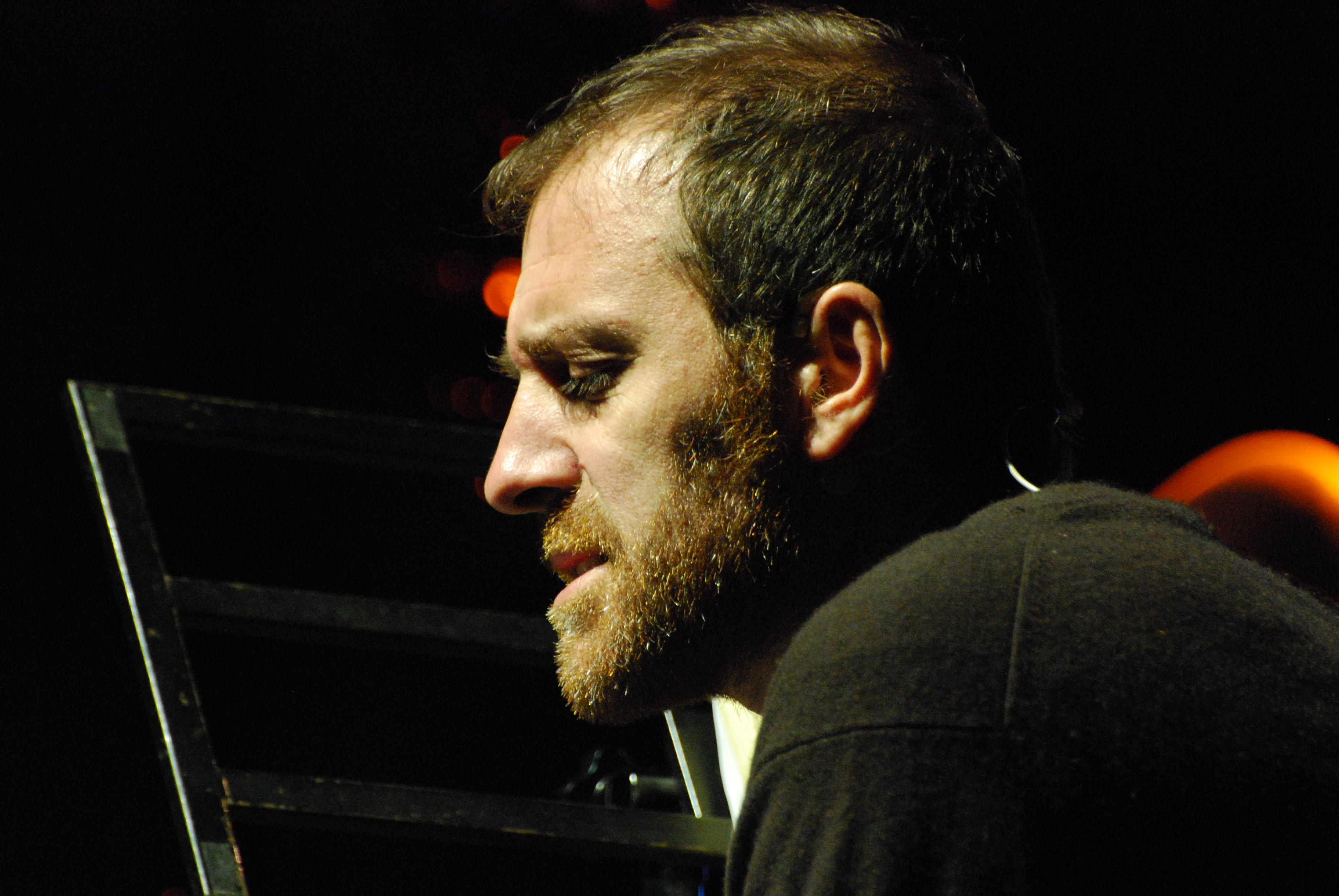
Valerio Mastandrea miembro del jurado en 2014
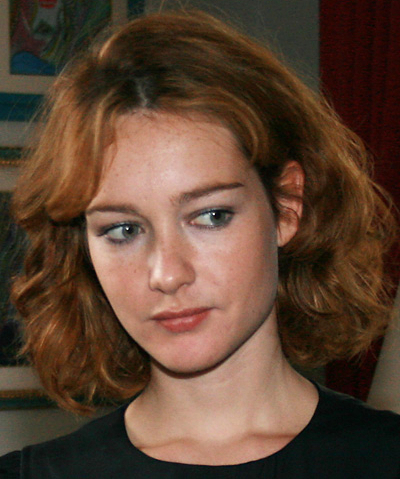
Valerio Mastandrea miembro del jurado en 2014

## Palmarés

### Marco Aurelio de oro
- 2006 : Hacerse la víctima (Изображая жертву) de Kiril Serébrennikov (Rusia)
- 2007 : Juno de Jason Reitman (Estados Unidos)
- 2008 : Opium War de Siddiq Barmak (Afganistán)
- 2009 : Brotherhood de Nicolo Donato (Dinamarca)
- 2010 : Kill Me Please de Olias Barco (Bélgica)
- 2011 : Un cuento chino de Sebastián Borensztein (Argentina)
- 2012 : Marfa Girl de Larry Clark (Estados Unidos)
- 2013 : Tir de Alberto Fasulo (Italia, Croacia)

### Gran premio del Jurado
- 2009 : L’uomo che verrà, de Giorgio Diritti (Italia)
- 2010 : Revenge (Hævnen) de Susanne Bier Dinamarca)
- 2011 : Voyez comme ils dansent de Claude Miller (Francia)

### Premio especial del Jurado
- 2006 : This is England de Shane Meadows (Reino Unido)
- 2007 : Hafez de Abolfazl Jalili (Irán)
- 2009 : L’uomo che verrà, de Giorgio Diritti (Italia)
- 2010 : Poll de Chris Kraus (Alemania)
- 2011 : The Eye of the Storm de Fred Schepisi (Australia)
- 2012 : Alì ha gli occhi azzurri de Claudio Giovannesi (Italia)
- 2013 : Quod Erat demonstrandum de Andrei Gruzsniczki (Rumanía]])

### Premio de interpretación masculina
- 2006 : Giorgio Colangeli por L'Aria Salata (Italia)
- 2007 : Rade Serbedzija por Fugitive Pieces Canadá)
- 2008 : Bohdan Stupka por Serce Na Dloni (Polonia)
- 2009 : Sergio Castellito pour Alza la testa (Italia)
- 2010 : Toni Servillo por Une vie tranquille (Una vita tranquilla) (Italia)
- 2011 : Guillaume Canet por Une vie meilleure (Francia)
- 2012 : Jérémie Elkaïm por Main dans la main (Francia)
- 2013 : Matthew McConaughey por Dallas Buyers Club  Estados Unidos
- 2014 a 2022 : no se concede premio de interpretación masculina.
- 2023 : Herbert Nordrum por Hypnosen (Suecia)
- 2024 : Elio Germano por Berlinguer. La grande ambizione (Italia)

### Premio de interpretación femenina
- 2006 : Ariane Ascaride por Le Voyage en Arménie (Francia)
- 2007 : Jiang Wenli por And the Spring Comes (China)
- 2008 : Donatella Finocchiaro por Galantuomini (Italia)
- 2009 : Helen Mirren por Tolstoï, le dernier automne (The Last Station) (Estados Unidos)
- 2010 : L'ensemble des actrices de Las buenas hierbas (México)
- 2011 : Noomi Rapace por Babycall (Noruega)
- 2012 : Isabella Ferrari por E la chiamano estate (Italia)
- 2013 : Scarlett Johansson por Her (Estados Unidos)
- 2014 a 2022 : no se concede premio de interpretación femenina.
- 2023 : Alba Rohrwacher por Mi fanno male i capelli (Italia)
- 2024 : Ángela Molina por Polvo serán (España)

### Marco Aurelio de honor
- 2006 : Sean Connery
- 2008 : Al Pacino
- 2009 : Meryl Streep
- 2010 : Julianne Moore
- 2011 : Richard Gere